# Delahaye Type 124
Der Delahaye Type 124 ist ein Pkw-Modell aus den 1930er Jahren. Hersteller war Automobiles Delahaye in Frankreich.

## Beschreibung
Das Modell wurde im Oktober 1931 auf dem Pariser Autosalon präsentiert und bis 1934 hergestellt. hergestellt. Vorgänger war der Delahaye Type 110 und Nachfolger der Delahaye Type 134.
Der Vierzylinder-Ottomotor war in Frankreich mit 12 CV eingestuft. Er hat 80 mm Bohrung, 107 mm Hub und 2151 cm³ Hubraum. Er leistet 40 PS. Er ist vorn im Fahrgestell eingebaut und treibt die Hinterachse an. 
Die Variante Type 124/126 hat den Sechszylindermotor vom Delahaye Type 126. Dieser Motor hat 75,5 mm Bohrung, 107 mm Hub, 2874 cm³ Hubraum und 55 PS.
Das normale Fahrgestell mit 315 cm Radstand entsprach dem Delahaye Type 108 N und dem Type 126. Außerdem gab es ein verkürztes Fahrgestell mit 285 cm Radstand, abgeleitet vom Type 126. Bekannt sind die Karosseriebauformen Limousine, Pullman-Limousine, Faux Cabriolet und einige Sonderaufbauten. 100 km/h Höchstgeschwindigkeit sind möglich. Daneben gab es eine Nutzfahrzeugausführung mit 900 bis 1200 kg Nutzlast.